# Eugen Leidig
Eugen Leidig (* 16. Oktober 1861 in Danzig; † 1935) war ein deutscher Jurist und Politiker (NLP, DVP).

## Leben und Beruf
Nach dem Besuch des Gymnasiums nahm Leidig ein Studium der Rechts- und Staatswissenschaften an den Universitäten in Heidelberg und Leipzig auf, das er 1887 mit dem ersten und 1890 mit dem zweiten Staatsexamen beendete. Er war von 1887 bis 1902 im preußischen Staatsdienst tätig und wurde 1899 zum Regierungsrat ernannt. Daneben betätigte er sich seit 1897 als Privatdozent an der juristischen Fakultät der Christian-Albrechts-Universität zu Kiel, seit 1906 dort Professor, 1907 legte er die Lehrtätigkeit nieder.
1902 trat er aus dem Staatsdienst aus und fungierte seitdem bis 1908 als Zweiter Geschäftsführer des Zentralverbandes deutscher Industrieller, 1908 Leiter industrieller Kartelle, 1. April 1916 bis 1. April 1918 Geschäftsführer des Hansabundes in Berlin, 1914 bis 1918 auch geschäftsführender Vorsitzender
der Kriegszentrale für Handel, Gewerbe und Handwerk. Seit 1918 weiterhin Tätigkeit als Syndikus verschiedener industrieller Verbände, seit 1935
im Ruhestand. 1925 wurde er zudem Mitglied des Ausschusses der Preußischen Staatsbank (Seehandlung).

## Partei
Leidig war bis 1918 Mitglied der NLP und zählte nach der Novemberrevolution zu den Gründern der DVP.

## Abgeordneter
Leidig war seit 1920 Stadtverordneter in Berlin. Er war von 1919 bis 1921 Mitglied der Verfassunggebenden Preußischen Landesversammlung und wurde anschließend in den Preußischen Landtag gewählt, dem er bis 1932 angehörte. Er war 1919 bis 1921 in der Landesversammlung im DVP-Fraktionsvorstand, 1921 bis 1932 im Preußischen Landtag im Fraktionsvorstand.